# El fulgor
El fulgor és una pel·lícula documental argentina dirigida per Martín Farina.
La cinta va guanyar el millor documental en la 71a edició dels Premis Cóndor de Plata.

## Sinopsi
El carnestoltes s'acosta. Assistim al ritual de "neteja de la carn" realitzat pels "gautxos" que despleguen els seus ganivets. El paisatge bucòlic es barreja amb els carrers de la ciutat. A poc a poc, tot s'omple de color, plomes i homes seminús.

## Repartiment
- Vilmar Paiva
- Franco Heiler
- Antonio Molina
- Francisco Hilt
- Emmanuel Sellane
- Josias Rochelle
- Valentin Lonardi
- Nicolas Lertora
- Raul Molina
- Juanchi La Paz
- Juan Fiorovic
- Camila Giachelo
- Juan Domingo Giaquelo
- Catato La Paz
- Juan Rodriguez
- Jose Rodriguez
- Martin Rodriguez
- Juan Carlos Urrels
- Leandro Egui
- Andres Moussou
- Augusto Ancherama
- Guillermo Lapalma
- Adriano Fariña
- Matias Damian Arbelo
- Pablo Dandrea
- Luciano Ronconi
- Nicolas Ariel Kravchenko

## Premis i nominacions
| Premi                  | Data               | Categoria         | Nominat   | Resultat  | Ref.        |
| ---------------------- | ------------------ | ----------------- | --------- | --------- | ----------- |
| Premis Cóndor de Plata | 22 de maig de 2023 | Millor documental | El fulgor | Guanyador | [ 3 ] [ 4 ] |